# Nubemhat
Nubemhat („Das Gold ist an der Spitze“, mit Gold ist die ägyptische Göttin Hathor gemeint) war eine altägyptische Königin der Zweiten Zwischenzeit. Sie war die Gemahlin von König Sobekemsaf I., dessen genaue Einordnung in diese Periode allerdings unsicher ist. Ihr Titel war Große Königsgemahlin. Nubemhat ist von einer Stele, deren eine Hälfte in Koptos angekauft wurde, bekannt (der andere Teil der Stele befindet sich heute in Moskau). Eine Statue von ihr fand sich in Kawa in Unternubien. Auf der Stele, die ursprünglich wohl aus Dendera kommt, wird ihre Tochter, die Königstochter Sobekemhab, genannt. Daneben erscheint dort auch der Königssohn Ameny, der aber der Sohn einer Königin namens Haanches war. Es ist sonst nichts weiter von ihrem Leben bekannt.

## Weblink
- Persons and Names of the Middle Kingdom: Person Queen Nbw-m-ḥꜣt. Auf: pnm.uni-mainz.de, abgerufen am 8. September 2021.